# Rafael Lopes
Rafael Guimarães Lopes (ur. 28 lipca 1991 w Esposende) – portugalski piłkarz występujący na pozycji napastnika w Wieczystej Kraków.

## Sukcesy

### Cracovia
- Puchar Polski: 2019/2020

### Legia Warszawa
- Mistrzostwo Polski: 2020/2021